# 柳原リハビリテーション病院
柳原リハビリテーション病院（やなぎはらリハビリテーションびょういん）は、医療法人財団健和会が東京都足立区柳原に設置する病院。
全日本民主医療機関連合会(民医連)に加盟している。

## 診療科
- 整形外科[1]
- リウマチ科[1]
- リハビリテーション科[1]

## 医療機関の認定
- 保険医療機関[1]
- 生活保護法指定医療機関[1]
- 結核指定医療機関[1]
- 労災保険指定医療機関[1]
- 原子爆弾被害者一般疾病医療取扱医療機関[1]
- 身体障害者福祉法指定医の配置されている医療機関[1]
- 公害医療機関[1]
- 無料低額診療事業実施医療機関[1]

## 差額ベッド代について
病院の理念により、差額ベッド料（個室料）を徴収していない。

## 関連施設
- 柳原病院 - 系列病院
- みさと健和病院 - 系列病院

## 交通アクセス
- 東武伊勢崎線（東武スカイツリーライン）「牛田駅」より徒歩5分
- 京成本線「京成関屋駅」より徒歩5分

## 周辺
- 足立柳原郵便局
- 柳原稲荷神社
- 千住消防署 旭町出張所